# NSWRL 1974
Die NSWRL 1974 war die 67. Saison der New South Wales Rugby League Premiership, der ersten australischen Rugby-League-Meisterschaft. Den ersten Tabellenplatz nach Ende der regulären Saison belegten die Eastern Suburbs Roosters. Diese gewannen im Finale 19:4 gegen die Canterbury-Bankstown Bulldogs und gewannen damit die NSWRL zum 10. Mal.

## Tabelle
|      | Team                          | Spiele | Siege | Unent. | Ndlg. | Spiel- punkte | Diff. | Tabellen- punkte |
| ---- | ----------------------------- | ------ | ----- | ------ | ----- | ------------- | ----- | ---------------- |
| 01.  | Eastern Suburbs Roosters      | 22     | 19    | 0      | 3     | 513:198       | + 315 | 38               |
| 02.  | Manly-Warringah Sea Eagles    | 22     | 15    | 0      | 7     | 526:316       | + 210 | 30               |
| 03.  | Canterbury-Bankstown Bulldogs | 22     | 13    | 0      | 9     | 364:308       | + 56  | 26               |
| 04.  | Western Suburbs Magpies       | 22     | 12    | 1      | 9     | 402:305       | + 97  | 25               |
| 05.  | South Sydney Rabbitohs        | 22     | 12    | 1      | 9     | 317:327       | - 10  | 25               |
| 06.  | North Sydney Bears            | 22     | 11    | 2      | 9     | 297:272       | + 25  | 24               |
| 07.  | Newtown Jets                  | 22     | 9     | 2      | 11    | 278:261       | + 17  | 20               |
| 08.  | St. George Dragons            | 22     | 10    | 0      | 12    | 331:363       | - 32  | 20               |
| 09.  | Penrith Panthers              | 22     | 9     | 0      | 13    | 353:465       | - 112 | 18               |
| 010. | Cronulla-Sutherland Sharks    | 22     | 9     | 0      | 13    | 314:437       | - 123 | 18               |
| 011. | Parramatta Eels               | 22     | 5     | 0      | 17    | 237:454       | - 217 | 10               |
| 012. | Balmain Tigers                | 22     | 4     | 2      | 16    | 255:481       | - 226 | 10               |

## Playoffs

### Ausscheidungs/Qualifikationsplayoffs
| 31. August | Canterbury-Bankstown Bulldogs | 20 : 14 | Manly-Warringah Sea Eagles | Sydney Cricket Ground, Sydney Zuschauer: 23.600 Schiedsrichter: Keith Page |
| 31. August | Bericht                       |         |                            | Sydney Cricket Ground, Sydney Zuschauer: 23.600 Schiedsrichter: Keith Page |

| 1. September | Western Suburbs Magpies | 24 : 8 | South Sydney Rabbitohs | Sydney Sports Ground, Sydney Zuschauer: 26.276 Schiedsrichter: Laurie Bruyeres |
| 1. September | Bericht                 |        |                        | Sydney Sports Ground, Sydney Zuschauer: 26.276 Schiedsrichter: Laurie Bruyeres |

| 7. September | Canterbury-Bankstown Bulldogs | 19 : 17 | Eastern Suburbs Roosters | Sydney Cricket Ground, Sydney Zuschauer: 31.432 Schiedsrichter: Keith Page |
| 7. September | (9:10) Bericht                |         |                          | Sydney Cricket Ground, Sydney Zuschauer: 31.432 Schiedsrichter: Keith Page |

| 8. September | Western Suburbs Magpies | 23 : 20 | Manly-Warringah Sea Eagles | Sydney Cricket Ground, Sydney Zuschauer: 40.050 Schiedsrichter: Laurie Bruyeres |
| 8. September | Bericht                 |         |                            | Sydney Cricket Ground, Sydney Zuschauer: 40.050 Schiedsrichter: Laurie Bruyeres |

### Halbfinale
| 14. September | Eastern Suburbs Roosters | 25 : 2 | Western Suburbs Magpies | Sydney Cricket Ground, Sydney Zuschauer: 43.072 Schiedsrichter: Laurie Bruyeres |
| 14. September | Bericht                  |        |                         | Sydney Cricket Ground, Sydney Zuschauer: 43.072 Schiedsrichter: Laurie Bruyeres |

### Grand Final
| 21. September | Eastern Suburbs Roosters                                                            | 19 : 4        | Canterbury-Bankstown Bulldogs | Sydney Cricket Ground, Sydney Zuschauer: 57.214 Schiedsrichter: Laurie Bruyeres |
| 21. September | Versuche: Beetson, Harris, Mullins Erhöhungen: Peard (3/3) Straftritte: Brass (2/3) | (7:4) Bericht | Straftritte: Cutler (2/3)     | Sydney Cricket Ground, Sydney Zuschauer: 57.214 Schiedsrichter: Laurie Bruyeres |

| 1                  | Russell Fairfax |
| 2                  | Jim Porter      |
| 3                  | John Brass      |
| 4                  | Mark Harris     |
| 5                  | Bill Mullins    |
| 6                  | John Peard      |
| 7                  | Johnny Mayes    |
| 8                  | Ian Mackay      |
| 9                  | Elwyn Walters   |
| 10                 | Ken Jones       |
| 11                 | Arthur Beetson  |
| 12                 | Barry Reilly    |
| 13                 | Ron Coote       |
| Auswechselspieler: |                 |
| 16                 | Harry Cameron   |
| 24                 | Greg Bandiera   |

| 1                  | Garry Dowling    |
| 2                  | Chris Anderson   |
| 3                  | Stan Cutler      |
| 4                  | Peter Winchester |
| 5                  | Terrence Murphy  |
| 6                  | Mark Hughes      |
| 7                  | Don Moseley      |
| 8                  | Brian Lockwood   |
| 9                  | George Peponis   |
| 10                 | Bill Noonan      |
| 11                 | Geoff Connell    |
| 12                 | John McDonell    |
| 13                 | John Peek        |
| Auswechselspieler: |                  |
| 18                 | Henry Tatana     |